# Iwaszkowskij (chutor)
Iwaszkowskij (ros. Ивашковский) – chutor w zachodniej Rosji, w sielsowiecie porieczeńskim rejonu sudżańskiego w obwodzie kurskim.

## Geografia
Miejscowość położona jest nad rzeką Sudża, 11,5 km od granicy z Ukrainą, 4,5 km od centrum administracyjnego sielsowietu porieczeńskiego (Czerkasskoje Poriecznoje), 9 km od centrum administracyjnego rejonu (Sudża), 80,5 km od Kurska.

## Demografia
W 2010 r. miejscowość zamieszkiwały 122 osoby.